# Dominic Purcell
Dominic Purcell Haakon Myrtvedt (sinh ngày 17 tháng 2 năm 1970) là một diễn viên nổi tiếng Úc gốc Anh với vai trò của mình như là Lincoln Burrows trong Vượt ngục, các nhân vật trong John Doe và Dracula trong Blade Trinity

## Cuộc đời và sự nghiệp
Mẹ của Purcell là người Ailen và cha là người Na Uy.
Năm 2000, ông trúng được một thẻ xanh xổ số và định cư ở Los Angeles, California với vợ, Rebecca Williamson và con của họ gồm Joseph (sinh năm 1999), Audrey (sinh năm 2001), và cặp song sinh Lily và Augustus (sinh năm 2003). Ngày tháng năm sinh con của ông là hình xăm trên cánh tay trái của mình. Ngày 21 Tháng 10 năm 2007, Purcell và Williamson tách ra sống ly thân.
Ngày 29 tháng 12 năm 2007 trong khi lái xe đến Strandhill, Co Sligo trên bờ biển Đại Tây Dương của Ireland để đi lướt sóng, Purcell và em trai Damien đã cứu sống một đứa trẻ bị ngạt thở bằng cách thực hiện CPR cho đến khi các nhân viên y tế đến. 

## Các phim tham gia
| Năm         | Tên phim                            | Vai diễn        | Chú thích                  |
| ----------- | ----------------------------------- | --------------- | -------------------------- |
| 1997 -1998  | Raw FM                              | Granger Hutton  | Phim truyền hình dài tập   |
| 1998        | Water Rats                          | Alex            | Tập phim: 3x12-3x13        |
| 1998        | Moby-Dick                           | Bulkington      | Phim truyền hình ngắn tập  |
| 1999        | Heartbreak High                     | Todd Gillespie  | Tập phim: 7x38-7x40        |
| 1999        | First Daughter                      | Troy Nelson     | Phim điện ảnh              |
| 1999        | Silent Predator                     | Truck Driver    | Phim điện ảnh              |
| 2000        | Mission: Impossible II              | Ulrich          | Phim                       |
| 2001        | Invincible                          | Keith Grady     | Phim điện ảnh              |
| 2001        | BeastMaster                         | Kelb            | Tập phim: 3x01-3x04, 3x06  |
| 2001        | The Lost World                      | Condillac       | Tập phim: 3x02             |
| 2002        | Equilibrium                         | Seamus          | Phim                       |
| 2002 - 2003 | John Doe                            | John Doe        | Phim truyền hình dài tập   |
| 2003        | 3-way                               | Lew             | Phim                       |
| 2003        | Visitors                            | Luke            | Phim                       |
| 2004        | House                               | Ed Snow         | Tập phim: "Fidelity" (1x7) |
| 2004        | Blade: Trinity                      | Drake           | Phim                       |
| 2005        | The Gravedancers                    | Harris McKay    | Phim                       |
| 2005        | North Shore                         | Tommy Ravetto   | Tập phim: 1x16-1x20        |
| 2005 - 2009 | Vượt ngục                           | Lincoln Burrows | Phim truyền hình dài tập   |
| 2007        | Level Seven                         | Millar          | Phim                       |
| 2007        | Primeval                            | Tim Manfrey     | Phim                       |
| 2009        | Blood Creek                         | Victor Marshall | Phim                       |
| 2009        | Vượt ngục: Cuộc vượt ngục cuối cùng | Lincoln Burrows | Phim TV                    |
| 2010        | Vượt ngục: The Conspiracy           | Lincoln Burrows | Video Game, Rumored        |
| 2011        | Straw Dogs                          | Niles           | Phim                       |